# Pavel Šafařík
Pavel Šafařík (* 5. září 1953) je bývalý český politik, v 90. letech 20. století a počátkem 21. století poslanec České národní rady a Poslanecké sněmovny za KDU-ČSL.

## Biografie
Ve volbách v roce 1992 byl zvolen do České národní rady za KDU-ČSL (volební obvod Severomoravský kraj). Zasedal v rozpočtovém výboru.
Od vzniku samostatné České republiky v lednu 1993 byla ČNR transformována na Poslaneckou sněmovnu Parlamentu České republiky. Zde mandát obhájil v sněmovních volbách v roce 1996 a sněmovních volbách v roce 1998. Zasedal trvale v rozpočtovém výboru, v období let 1996-2002 jako jeho místopředseda. V letech 1992-1998 byl místopředsedou poslaneckého klubu KDU-ČSL.
K roku 2000 se uvádí jako předseda krajského výboru KDU-ČSL v Olomouckém kraji. Před sněmovními volbami v roce 2002 oznámil, že již nebude kandidovat a dodal: „Slíbil jsem manželce, že po tomto volebním období končím, i když možná jen na několik let.“ Nadále se chtěl věnovat práci ve vedení krajské organizace lidové strany. V rámci KDU-ČSL byl považován za odborníka na finanční trhy. Nevyloučil ale úsilí o získání postu starosty Šumperka. Post předsedy krajské organizace KDU-ČSL zastával od roku 1999, ale v roce 2003 již funkci neobhajoval.
V komunálních volbách roku 1994, komunálních volbách roku 1998 a komunálních volbách roku 2002 neúspěšně kandidoval za KDU-ČSL do zastupitelstva města Šumperk. Profesně se k roku 2002 uvádí jako náměstek ministra. V červenci 2002 poté, co se moci ujala vláda Vladimíra Špidly, nastoupil jako náměstek na ministerstvo financí. Ve funkci setrval do srpna 2004. Od roku 2004 zasedal v dozorčí radě firmy ČEZ. V roce 2005 Mladá fronta DNES informovala, že Šafařík je jedním z manažerů ČEZu, který využil program výhodného odkupu akcií této firmy a držel tak akcie za 66 milionů korun. Reagoval na to s tím, že „Jsem soukromá osoba, a co se týče zákona, přečtěte si jej pořádně. Zakazuje odměny, ale odměna a opční program jsou dvě rozdílné věci.“ Později patřil do skupiny manažerů ČEZu obviněných policií v tomto případu opčního programu na akcie. V roce 2008 ale policie případ odložila.